# فاندلانس
فاندلانس (بالفرنسية: Vandelans)‏ هي بلدية فرنسية تقع في إقليم سون العليا التابعة لمنطقة بورغوني-فرانش كومته. يقدر عدد سكانها بـ 112 نسمة ومساحتها 3.08 كم2 .